# Макнамара, Бринсли
Бринсли МакНамара (англ. Brinsley MacNamara, при рождении Джон Шелдон; 1890—1963) — ирландский писатель.

## Биография
Родился близ деревни Делвин графства Уэстмит, Ирландия. С 1909 года он работал в Аббатском театре (Abbey Theatre), известным также как Национальный Театр Ирландии. Позднее поступил архивариусом в Национальную галерую Ирландии. Известен благодаря первому напечатанному роману: Valley of the Squinting Windows (дословно: Долина подглядывающих окон). Более поздние работы: Славная неуверенность (The Glorious Uncertainty (1923), Поглядите на Хеффернанов (Look at the Heffernans (1926).
МакНамара женился на Хелен Дигидон, школьной учительнице, в 1920 году. Он умер в своем доме на Гилфорд Драйв, в Сэндимоунт, Дублин.
Избранные произведения:
- Долина подглядывающих окон (Valley of the Squinting Windows, (1918), роман. Первоначально был напечатан под псевдонимом Оливер Блит.
- Звон цепей (The Clanking of Chains, (1920), роман
- Улыбчивые Лица, (The Smiling Faces, (1929), рассказы
- Разные жизни Маркуса Игоэ (The Various Lives of Marcus Igoe, (1929), роман
- Поглядите на Хеффернанов! (Look at the Heffernans!,(1926), пьеса
- Зеркало в сумраке (The Mirror in the Dusk, (1928), роман
- Маргарет Джиллан (Margaret Gillan, (1933), пьеса